# Amaran
Amaran (Hindi für: ‚immerwährend‘) war eine im Jahr 2000 gegründete Metal-Band aus Stockholm, die sich jedoch Ende 2005 auflöste, nachdem zuvor Johanna DePierre, die Sängerin der Band, ausgestiegen war und kein Ersatz für sie gefunden werden konnte. Musikalisch sind sowohl Einflüsse aus dem Power Metal wie auch aus der Melodic Death Metal zu erkennen. Zudem wird weiblicher Gesang eingesetzt, allerdings nicht im Sopran, sondern in der normalen Stimmlage. Die Texte behandeln die persönliche Sicht der Band auf verschiedene Dinge des Weltgeschehens.

## Geschichte
Gegründet wurde die Band im Jahr 2000 von Kari Kainulainen und Ronnie Backlund, die sich während eines Philosophie-Studiums in Stockholm kennengelernt hatten. Nachdem die beiden auf Grund ihres ähnlichen Musikgeschmacks begonnen hatten Lieder zu schreiben und sie Gefallen an den ersten fertigen Stücken gefunden hatten, beschlossen sie, eine Band zu gründen. Via Zeitungsannoncen stießen Mikael Andersson, ein alter Bekannter von Kainulainen, und Johanna DePierre, die eigentlich nicht nach einer Metal-Band gesucht hatte, dazu. So wurde 2001 in dieser Besetzung das erste Demo aufgenommen, allerdings noch mit einem Drumcomputer. Im selben Jahr wurde auch Robin Bergh als Schlagzeuger verpflichtet und erste Live-Auftritte gespielt, sowie ein Vertrag mit dem französischen Label Listenable Records unterzeichnet.
2002 erschien mit A World Depraved das erste Album der Band. Ein Jahr später wurde die zweite CD Pristine in Bondage eingespielt, die dann im Januar 2004 der Öffentlichkeit präsentiert wurde. Für das Lied Inflict vom zweiten Album wurde ein Video gedreht. Im Januar 2004 fand zudem eine Tour u. a. mit After Forever und Dark Moor statt, der schon im Februar eine Tour mit den Schweden Katatonia folgte.
2003 gab es erste Wechsel in der Besetzung: Bassist Mikael Andersson stieg aus. Diese setzten sich 2004 fort (Kainulainen, welcher sich seiner neuen Band Sibliance widmen wollte; Bergerståhl – 2005 ersetzte ihn Niklas Sandin von Siebenbürgen; Bergh, welcher später aber wieder zur Band stieß) und gipfelten schließlich im Ausstieg von Johanna DePierre im Juli 2005. Nachdem die verbliebenen Mitglieder vergeblich nach einem Ersatz gesucht hatten, löste sich die Band Ende 2005 auf.

## Diskografie
- 2001: Promo 2001 (Demo)
- 2002: A World Depraved
- 2004: Pristine in Bondage